# Manfred Schröter
Ernst Manfred Schröter (* 29. November 1880 in München; † 24. Dezember 1973 in München) war ein deutscher Philosoph.

## Leben
Manfred Schröter wurde als Sohn von Moritz Schröter, Professor für theoretische Maschinenlehre an der Technischen Hochschule in München, geboren. Bereits sein Großvater, Moritz Schröter, war Professor an den Technischen Hochschulen Stuttgart und Zürich gewesen. Schröter verlor seine Mutter schon im Alter von vier Jahren.
Nach dem Abitur am Münchner Maxgymnasium studierte er, dem Vorbild des Vaters folgend, zunächst Physik an der TU München. Wie er in einem Vortrag anlässlich seines 80. Geburtstages erwähnte, führte ihn während seiner Examensarbeit ein Band von Schellings Werken auf den eigentlichen und zentralen Weg, den philosophischen.
Sein Philosophiestudium in Halle und München schloss er in Jena 1908 mit der Dissertation „Der Ausgangspunkt der Metaphysik Schellings“ zum Dr. phil. ab. Ein Jahr nach der Promotion heiratete er Hildegard Guggenheimer, die Tochter des jüdischen Bankiers Moritz Guggenheimer. Nach der Hochzeit begab sich das junge Paar zunächst auf Studienreisen durch England, Italien und Frankreich. Während des Ersten Weltkrieges arbeitete er bei der Freiwilligen Sanitätskolonne München.
Schröter starb 1973 in München. Er ist auf dem Friedhof Solln beigesetzt.

## Werk
1911 ließ sich Schröter in Solln bei München als philosophischer Schriftsteller nieder und schrieb hier das 1912 erschienene Werk „Michelangelo, Sixtinische und mediceische Kapelle. Gesamtbetrachtung seiner Hauptwerke“. Sein Interesse richtete sich neben der Behandlung allgemein-kulturphilosophischer Fragen vornehmlich auf die Deutung der philosophischen Grundlagen der modernen Technik und später auf die Erforschung der Philosophie des deutschen Idealismus. Von 1921 bis 1924 war Schröter Mitarbeiter der „Münchener Neuesten Nachrichten“ und hielt von 1924 bis 1925 öffentliche Vorträge.
Bereits 1930 hatte sich Schröter an der TU München für Philosophie und Geschichte der Technik habilitiert, musste seine Stellung als Dozent unter der Herrschaft der Nationalsozialisten jedoch aufgeben, da er sich nicht von seiner jüdischen Frau scheiden lassen wollte.

## Veröffentlichungen (Auswahl)
- Manfred Schröter: Der Streit um Spengler, Kritik seiner Kritiker. C. H. Beck, München 1922
- Manfred Schröter: Philosophie der Technik (Handbuch der Philosophie), Oldenbourg, München und Berlin 1934
- Manfred Schröter: Deutscher Geist in der Technik. Schaffstein, Köln 1935
- Manfred Schröter: Untergangs-Philosophie? Von Hegel zu Spengler. Leibniz Verlag, München 1948
- als Hrsg.: Johann Jakob Bachofen, Der Mythus von Orient und Occident. (Auswahl). München 1926.